# Мурадова, Рубаба Халил кызы
Рубаба Халил кызы Мурадова (азерб. Rübabə Xəlil qızı Muradova; 21 марта 1933, Ардебиль, Южный Азербайджан — 28 августа 1983, Баку) — азербайджанская оперная певица (меццо-сопрано), народная артистка Азербайджанской ССР (1971).

## Жизнь и творчество
Рубаба Мурадова родилась в 1933 году (по некоторым данным в 1928) в семье Молла Халила Ишраги в иранском городе Ардебиль. Являлась первенцем в семье из девяти детей. В 1946 году она вместе с семьёй по политическим причинам перебралась в Северный Азербайджан. В 1950 году переехала в Баку, где через год начала работать в ансамбле песни и танца филармонии. В 1951-1955 годах обучалась по классу мугама в музыкальной школе имени Асефа Зейналлы в Баку, где её преподавателем был известный ханенде Сеид Шушинский. С 1954 года и до конца жизни работала в Азербайджанском Государственном театре оперы и балета. Основные партии Рубабы Мурадовой: Лейли («Лейли и Меджнун»), Асли («Асли и Керем)», Узеира Гаджибекова, Арабзенги («Шах Исмаил»), Муслим Магомаев, Шахсенем («Ашыг Гариб)»), З. Гаджибеков, Сенем («Гелин гайасы)»), Ш. Ахундова и другие.
Самой известной песней тех времён была исполненная Рубабой Мурадовой песня «Приветствие Гейдар-бабе!», написанная на слова из поэмы известного азербайджанского поэта Шахрияра. Её выступления всегда отличались эмоциональностью, коллеги Мурадовой по сцене объясняли это ностальгией по родине, Ардебилю, посещать который она не могла из-за закрытости советско-иранской границы.
Скончалась 28 августа 1983 года в городе Баку.

## Награды и звания
- орден «Знак Почёта» (09.06.1959)
- Народная артистка Азербайджанской ССР (29.04.1971)
- Заслуженная артистка Азербайджанской ССР (1956)

## Память
В 2007 году в творческом объединении «Азербайджантелефильм» начались съёмки телефильма о Рубабе Мурадовой.